# シャルル・エラール
シャルル・エラール（Charles Errard 、1606年ころ - 1689年5月25日)はフランスの画家、版画家、建築家である。フランスの王立絵画彫刻アカデミーの創立メンバーの一人で、後に校長を務めた。ルイ14世の宰相、ジャン＝バティスト・コルベールの依頼で、在ローマ・フランス・アカデミーを創立し、初代の校長を務めた。

## 略歴
ナントで生まれた。同名の父親(Charles Errard dit l'Ancien)はルイ13世の宮廷画家で、エラールは父親から絵を学んだ。1625年に王室から奨学金を得て、ローマに留学し、1627年には父親と研究のためにローマの古代の彫刻や装飾、トラヤヌスの記念柱や同時代の建築の、図版、図面を描き、その能力を高く評価された。
フランスに戻った後、美術批評家でコレクターのポール・フレアール・ド・シャントルーとローラン・フレアール・ド・シャントルーの兄弟のために仕事をした。ローマで働くニコラ・プッサンとそのパトロンのカッシアーノ・ダル・ポッツォのもとも訪れた。1651年にプッサンの原画でダヴィンチの「絵画論 (Trattato della Pittura)」の版画も制作した
宮廷の装飾画家に任じられルーブル宮殿やフォンテンブローの宮殿などの装飾も描いた。過激の媚態美術の仕事もした。銅版画家としても働き、ジョヴァンニ・ピエトロ・ベッローリの『現代画家・彫刻家・建築家伝』の図版を制作し、美術のための解剖学の書籍の図版も制作した。
1648年に設立された王立絵画彫刻アカデミーの創立メンバーの一人で、1657年には校長になった。シャルル・ルブランとアカデミーでの地位を争い、エラールは12人の奨学生とローマに移り、宰相、ジャン＝バティスト・コルベールが資金を用意し、在ローマ・フランス・アカデミーが創立され、エラールが校長となった。1673年と1675年にはローマのアカデミア・ディ・サン・ルカの会長も務めた。1683年にコルベールが亡くなった後、校長から引退した。
1689年に62歳でローマで亡くなった。

## 作品

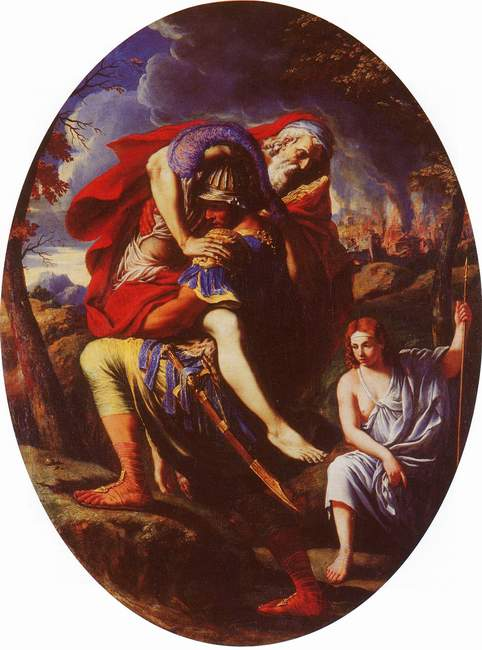
アンキーセースを運ぶアイネイアース ディジョン美術館蔵
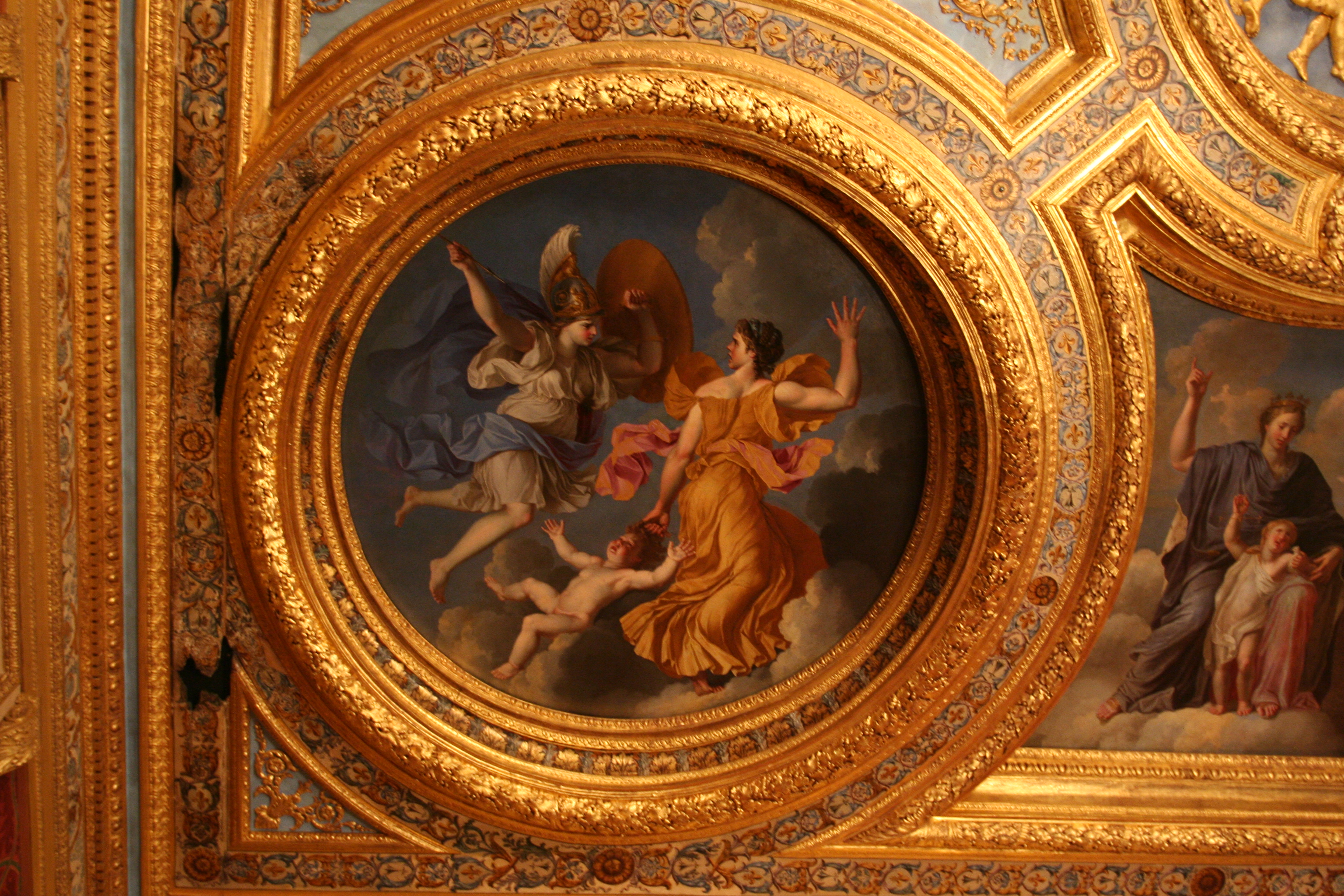
ブルターニュ高等法院の装飾画
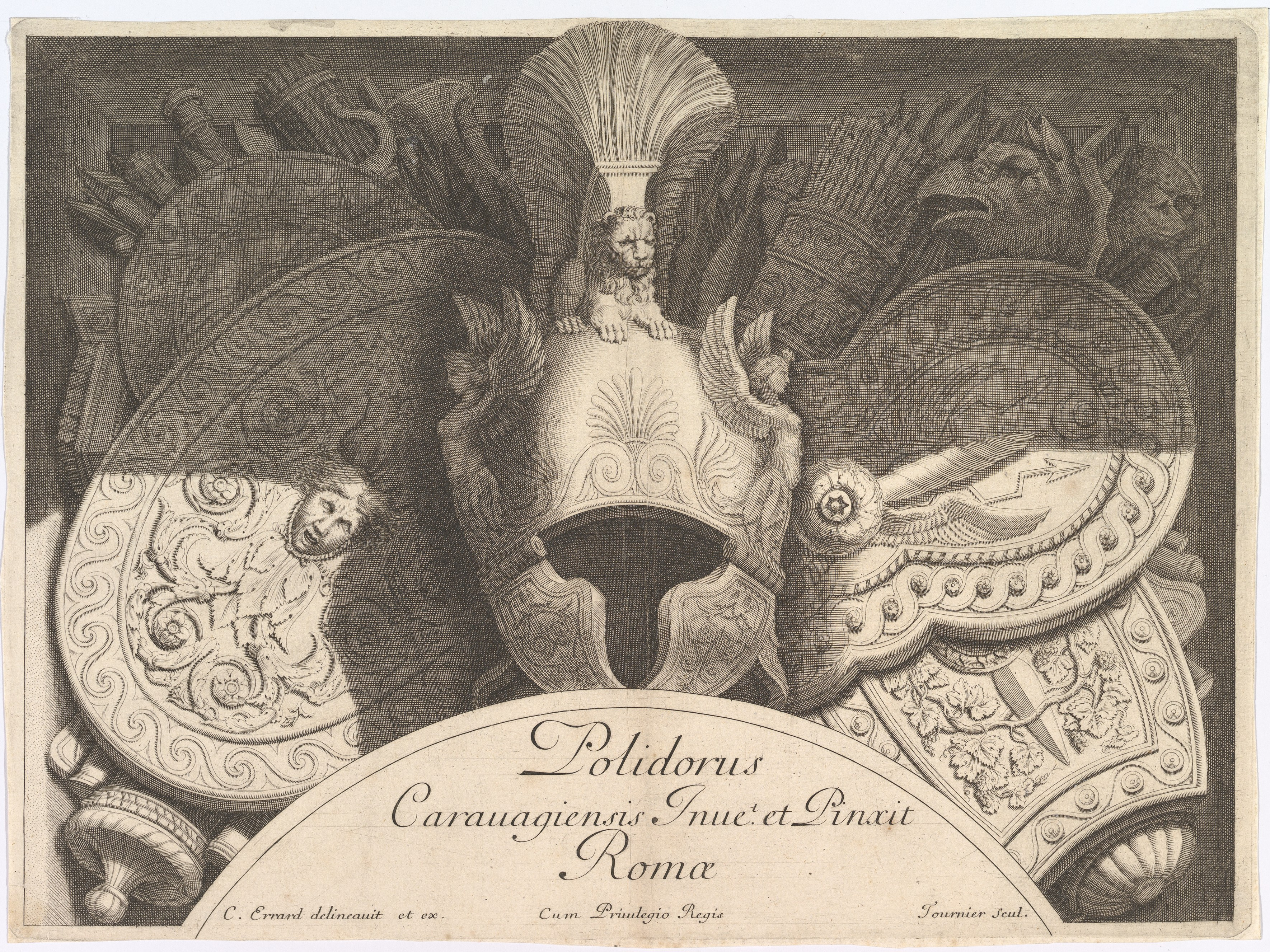
ローマの建築の装飾を描いた版画
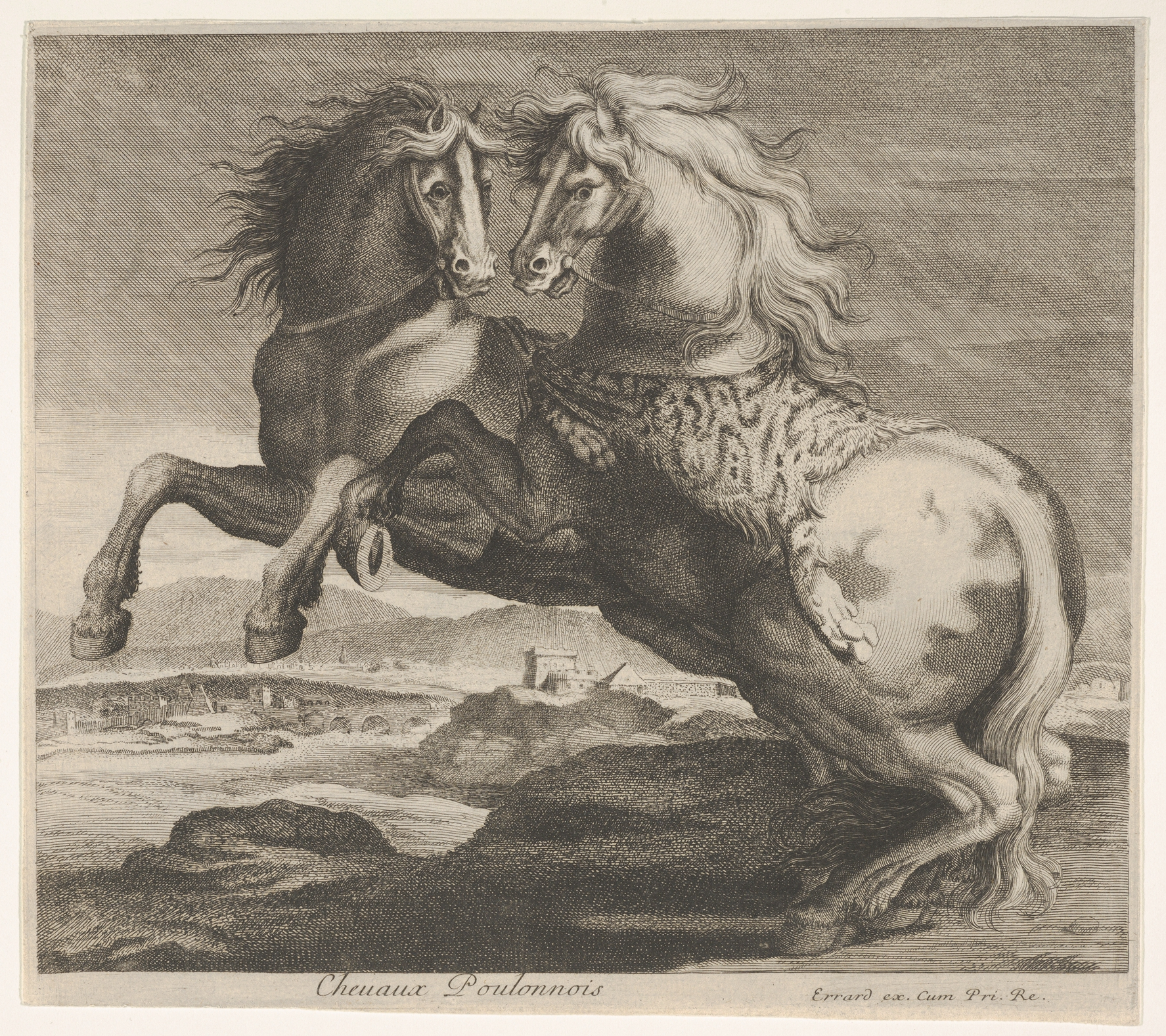
版画
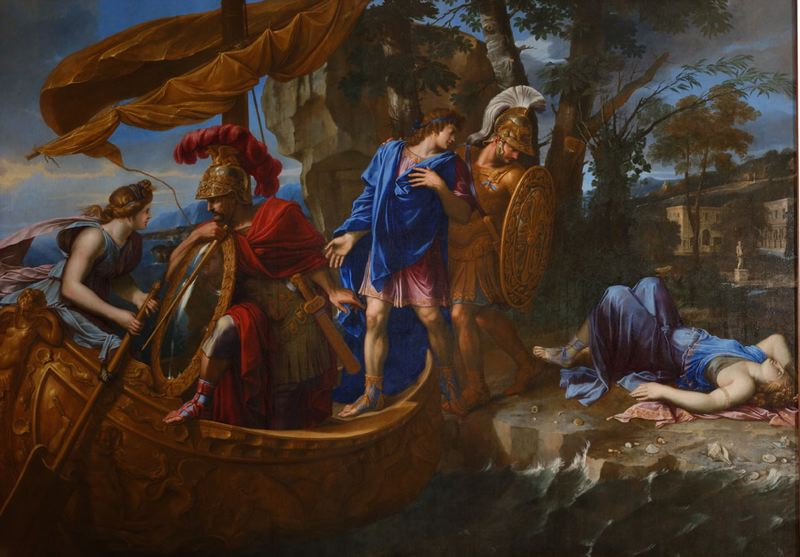
『アルミーダから逃れるリナルド』1640年頃